# Копечел (Брашов)
Копечел (рум. Copăcel) — село у повіті Брашов в Румунії. Входить до складу комуни Хирсень.
Село розташоване на відстані 169 км на північний захід від Бухареста, 48 км на захід від Брашова.

## Населення
За даними перепису населення 2002 року у селі проживали 655 осіб.
Національний склад населення села:
| Національність | Кількість осіб | Відсоток |
| -------------- | -------------- | -------- |
| румуни         | 630            | 96,2%    |
| цигани         | 25             | 3,8%     |

Рідною мовою назвали:
| Мова      | Кількість осіб | Відсоток |
| --------- | -------------- | -------- |
| румунська | 630            | 96,2%    |
| циганська | 25             | 3,8%     |